# Ettstraße
Koordinaten: 48° 8′ 22,5″ N, 11° 34′ 16,1″ O
Die Ettstraße in München liegt in der Altstadt und ist eine Sackgasse als Verbindung zwischen Löwengrube/Maxburgstraße und der Neuhauser Straße. Das letzte Viertel zur Neuhauser Straße ist Fußgängerzone.

## Geschichte
Ursprünglich hieß diese Straße Steindlgasse, vom Ende des 16. bis zum 18. Jahrhundert Enge Gasse, weil sie zwischen der Michaelskirche der Jesuiten und dem Kloster der Augustiner gelegen, durch den hinein ragenden Garten des Augustinerklosters sehr beengt war. Jesuitenpflaster war eine weitere Bezeichnung. Nach Verkleinerung des Gartens erhielt die Straße den Namen Weite Straße. 1886 wurde sie schließlich nach dem Komponisten und Organisten in der an der Ettstraße gelegenen Kirche St. Michael, Caspar Ett (1788–1847), benannt. Hier stand ein großes Kloster (Augustinereremiten), das Prinzregent Luitpold für den Neubau abreißen ließ.

## Lage
Die Ettstraße beginnt an der Neuhauser Straße mit einer Verlängerung der Fußgängerzone um etwa 30 Meter. Im Anschluss ist sie eine Sackgasse die bis zum Übergang zur Karmeliterstraße führt, wo nach Westen die Maxburgstraße und nach Osten die Löwengrube abzweigt. Sie ist vor allem durch das Hauptgebäude des Polizeipräsidiums München bekannt, das sich in einem Gebäudekomplex befindet, der das Karree Ettstraße, Löwengrube und Augustinerstraße umfasst und dessen Haupteingang sich in der Ettstraße 2–4 befindet. Gegenüber befindet sich das Gebäude der Michaelskirche.

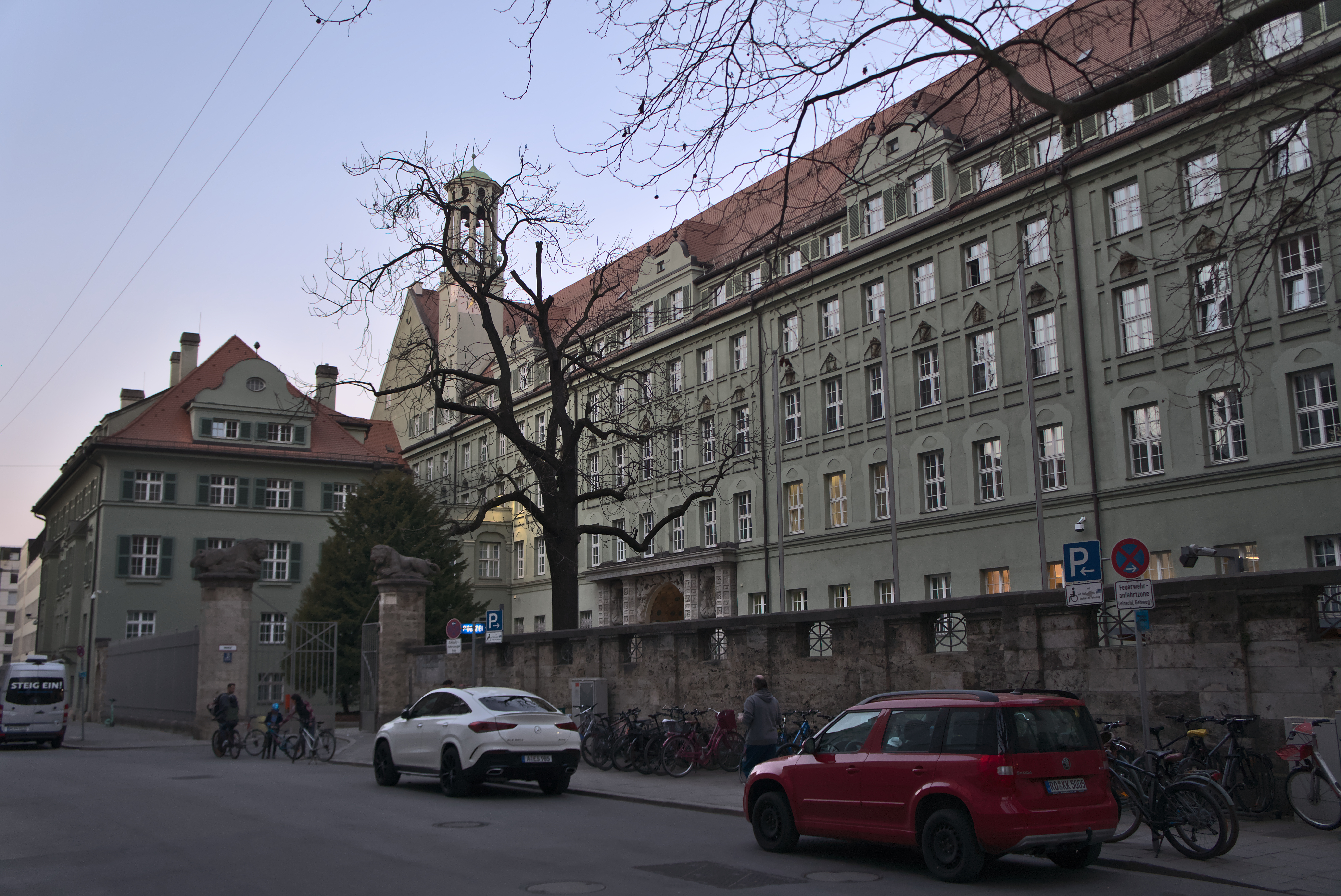
Polizeipräsidium Ettstraße 2
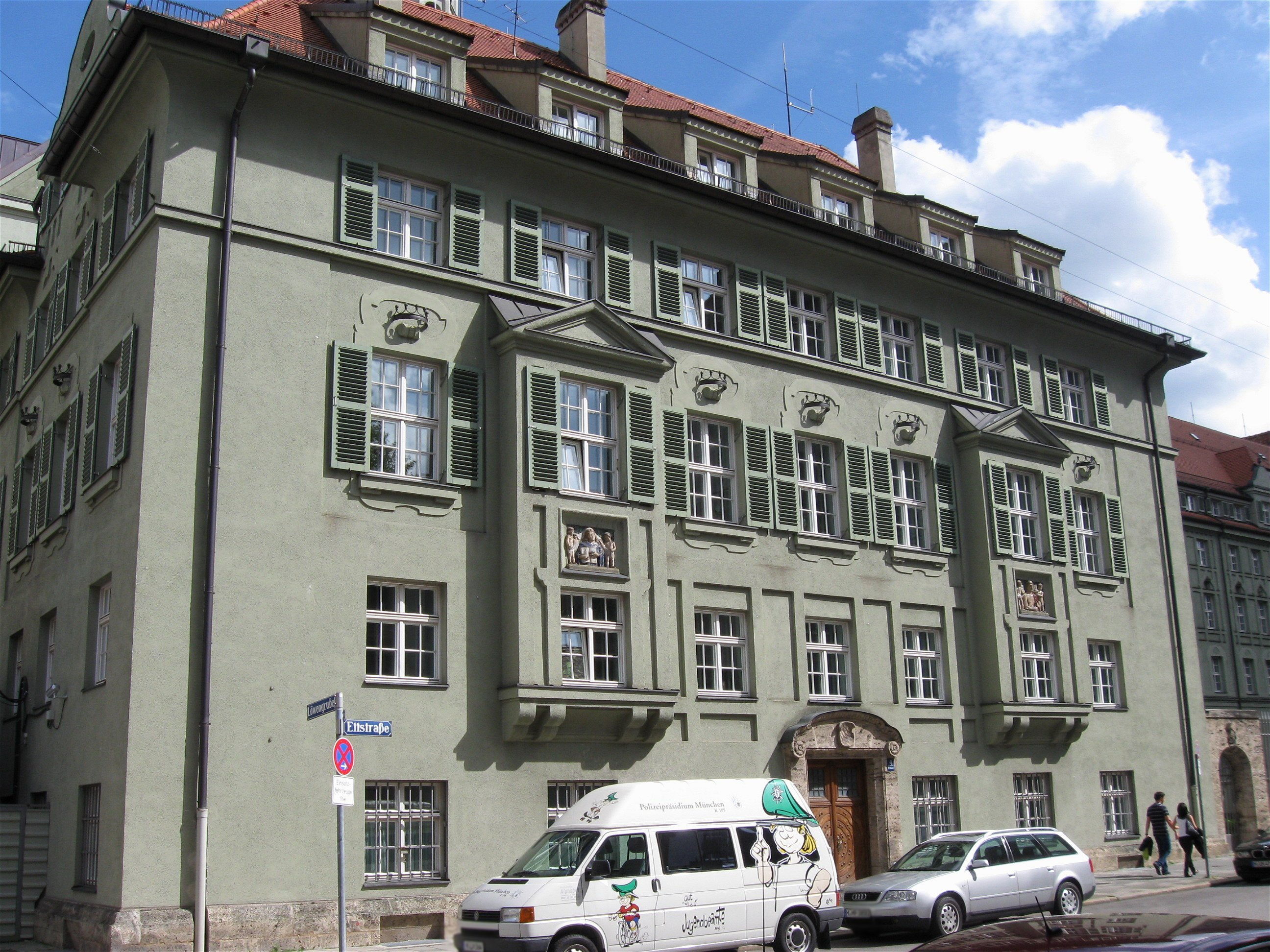
Polizeipräsidium Ecke Löwengrube/Ettstraße
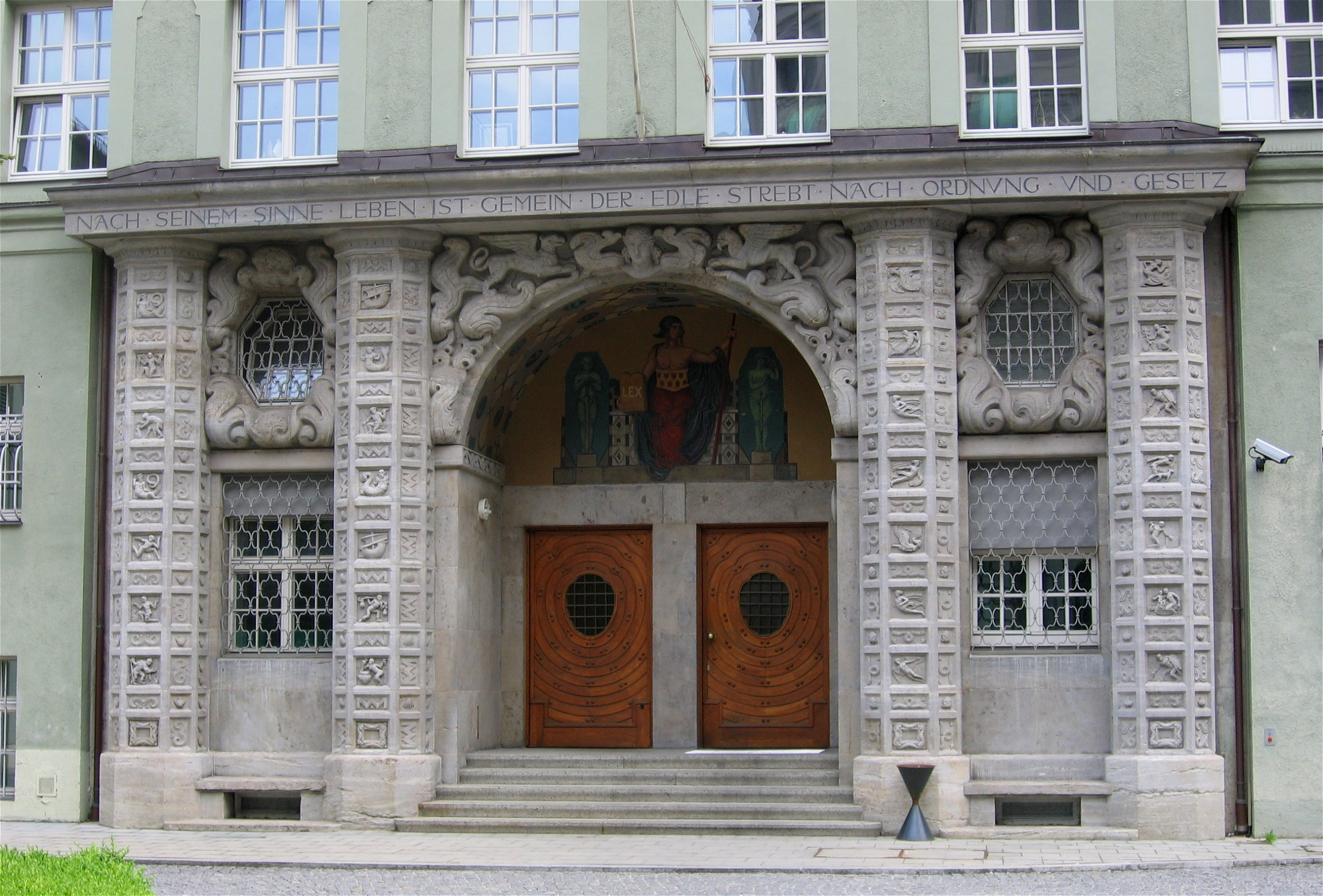
Hauptportal des Polizeipräsidiums
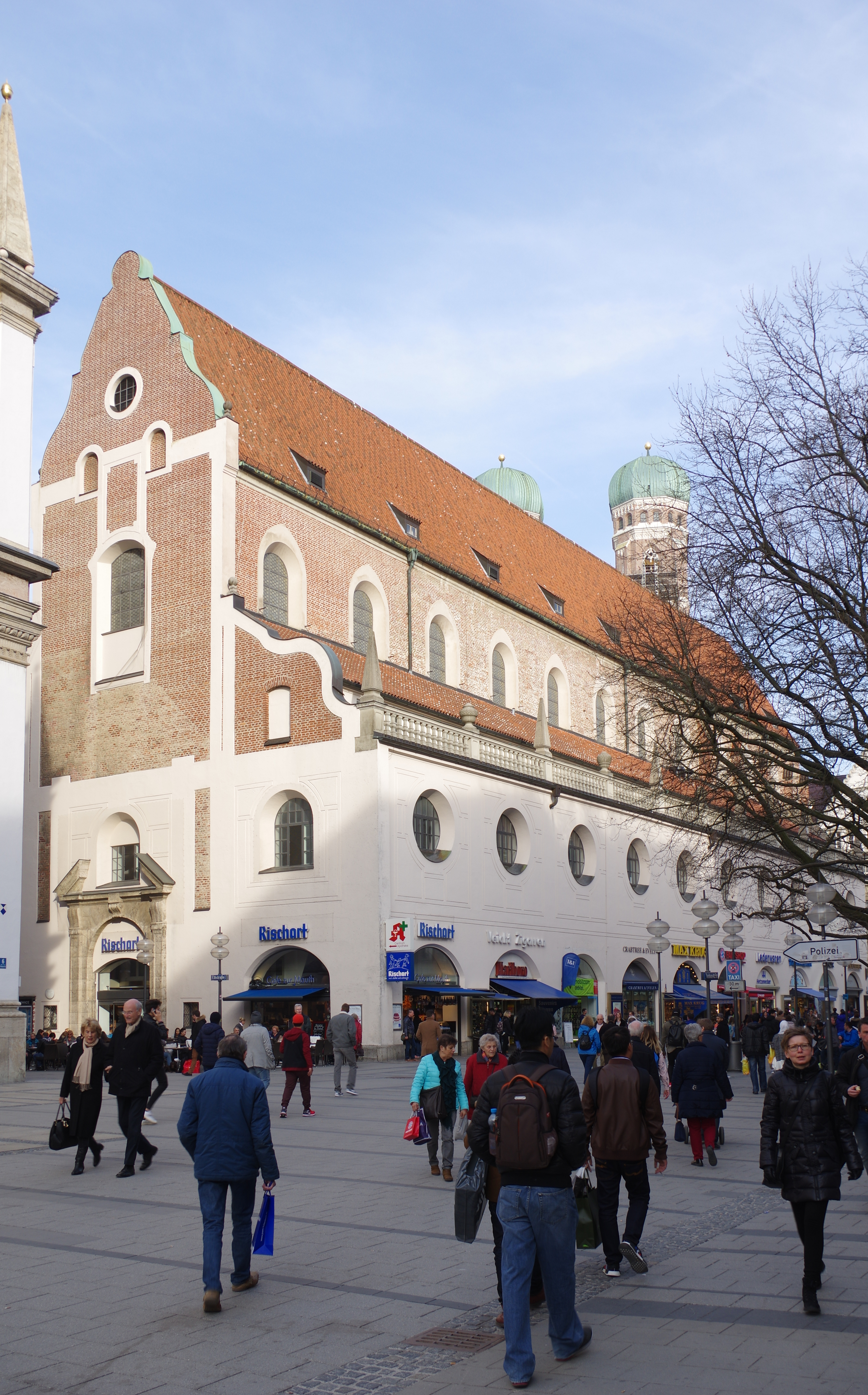
Zugang zur Ettstraße von der Neuhauser Straße, zwischen Augustiner Kirche und Kirche St. Michael.
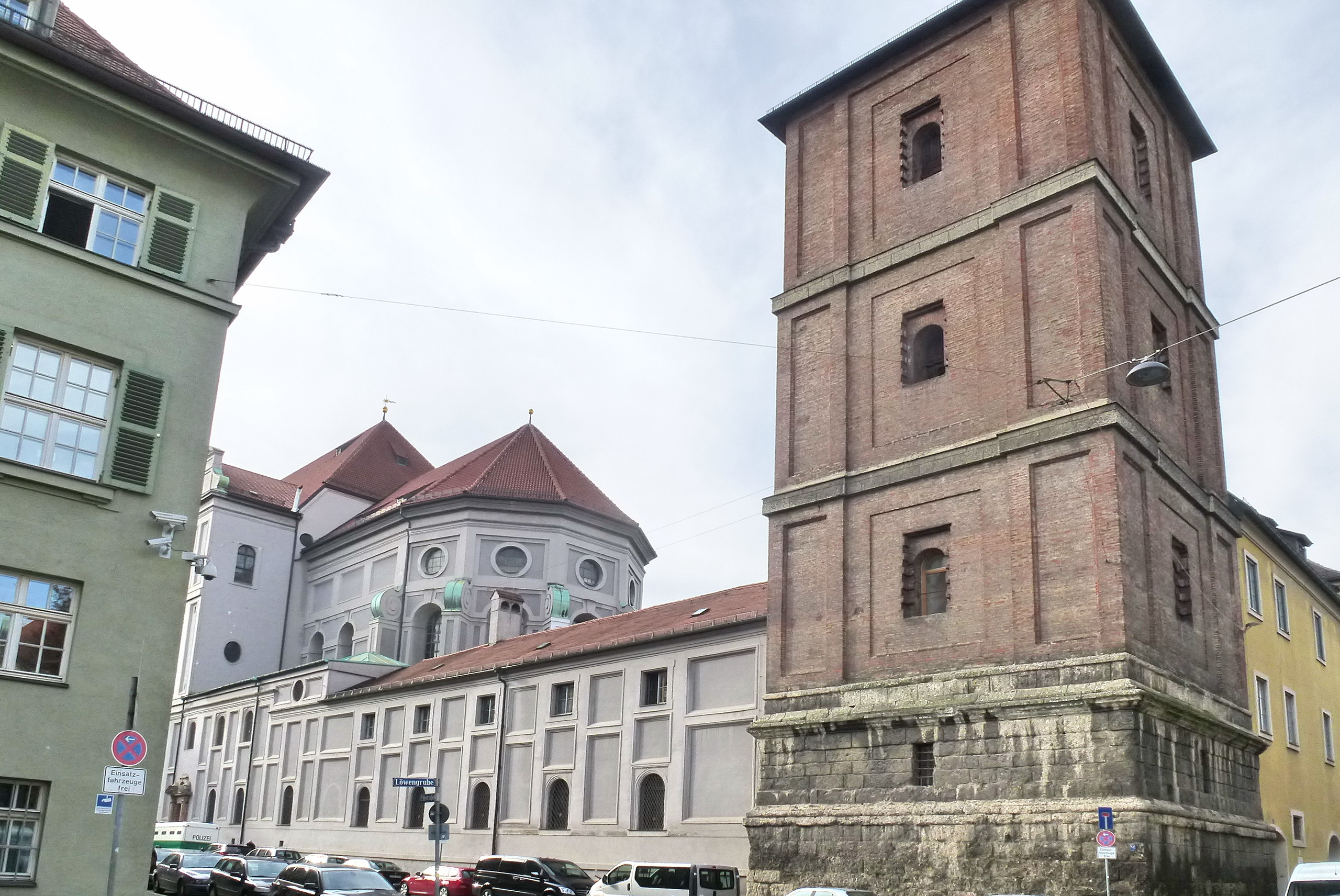
Der Turm des Jesuiten-Kollegs an der Ecke Ettstraße/Maxburgstraße
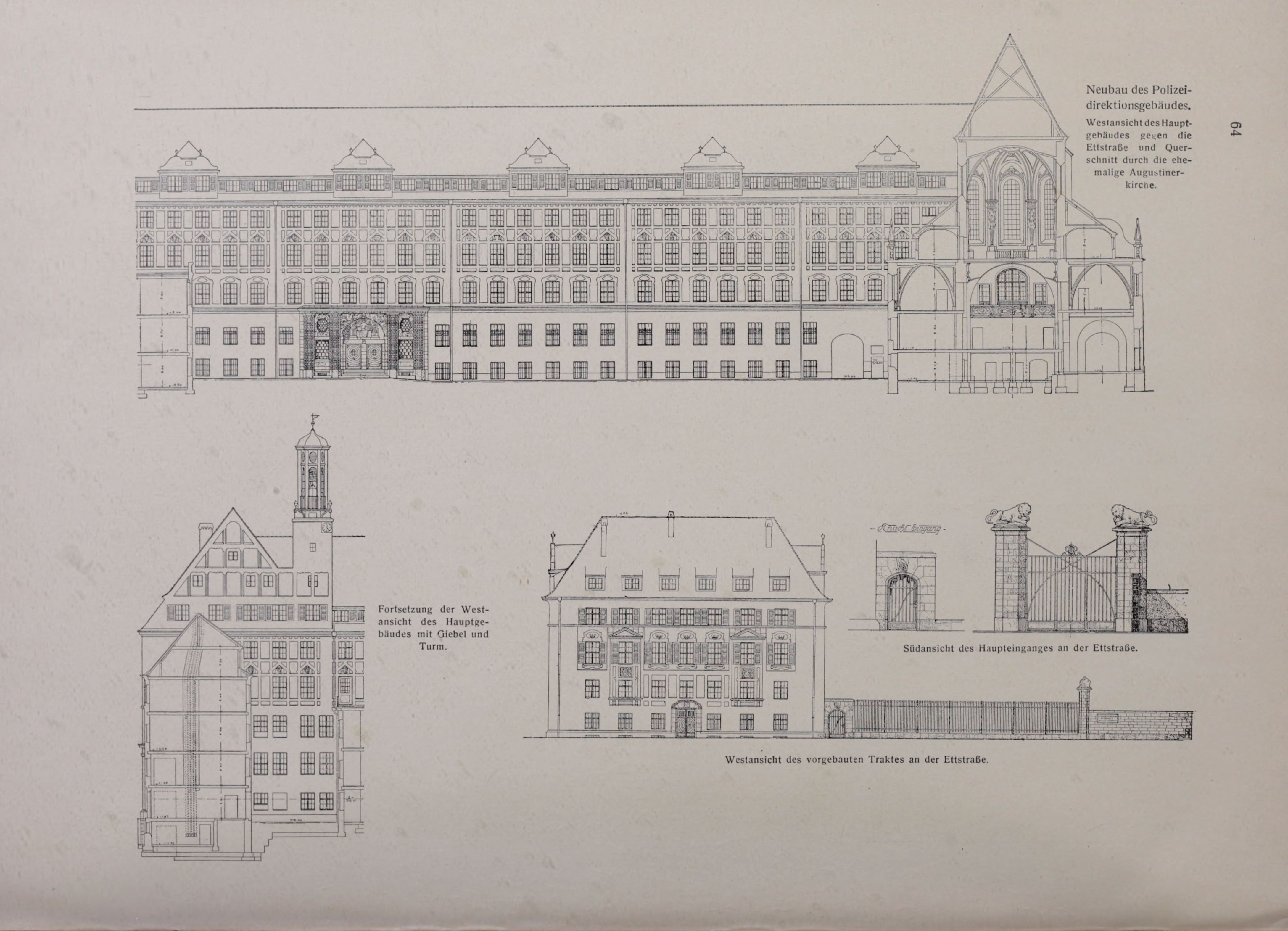
Neubau des Polizeidirektionsgebäudes 1922 an der Ostseite der Ettstraße gelegen. Rechts Querschnitt der ehemaligen Augustiner Kirche
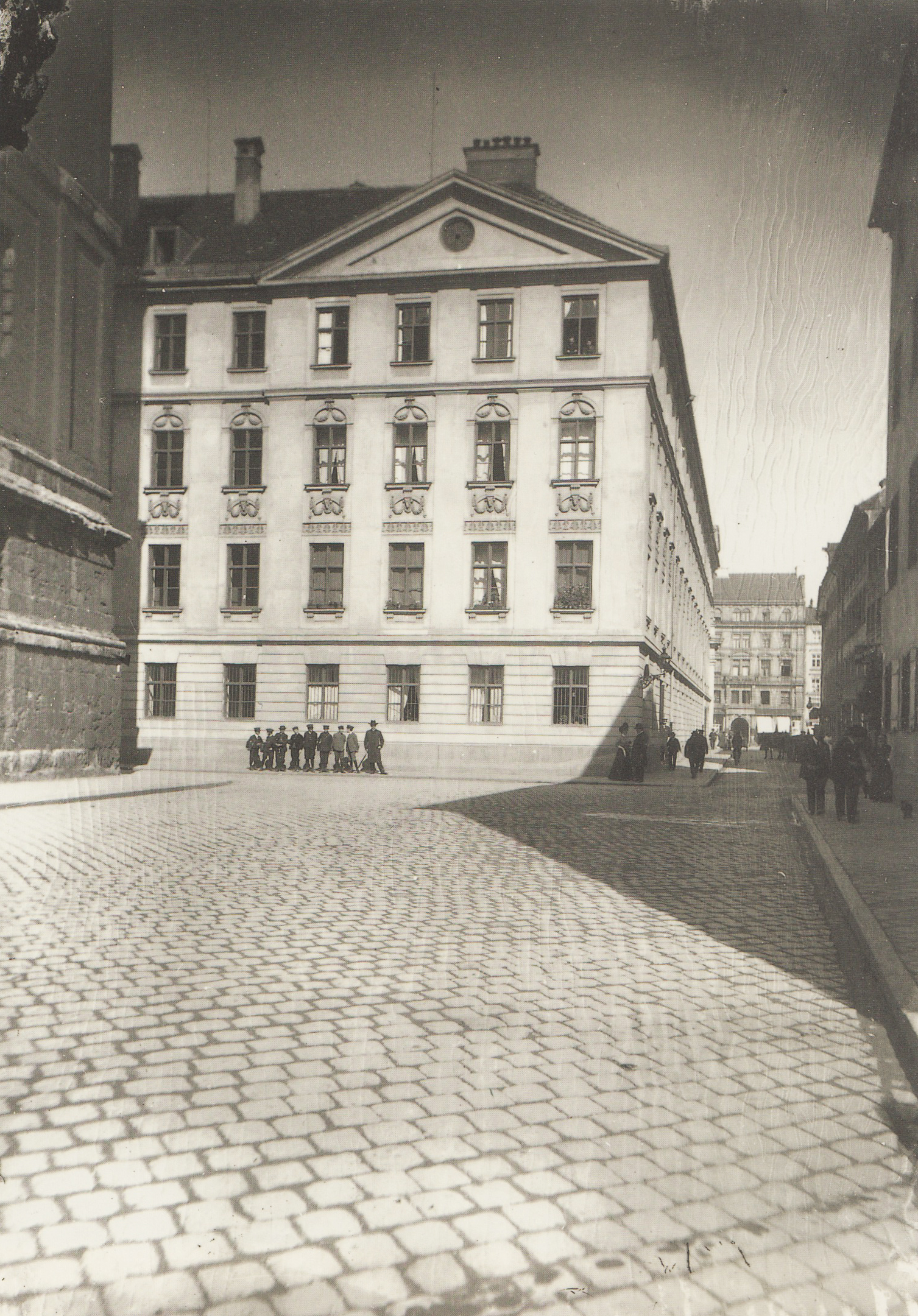
Blick von der Ettstraße Richtung Karmeliterstraße, 1908, mit dem ehemaligen Ludwigsgymnasium und Hollandeum (früher: Karmeliterkloster)